# Aspenstedt
Aspenstedt is een plaats en voormalige gemeente in de Duitse deelstaat Saksen-Anhalt, en maakt deel uit van de Landkreis Harz.
Aspenstedt telt 548 inwoners.